# Ida Njåtun
Ida Njåtun (Bærum, 6 de febrero de 1991) es una deportista noruega que compite en patinaje de velocidad sobre hielo.
Ganó una medalla de bronce en el Campeonato Mundial de Patinaje de Velocidad sobre Hielo de 2015. Participó en dos Juegos Olímpicos de Invierno, ocupando el sexto lugar en Sochi 2014 (3000 m) y el séptimo en Pyeongchang 2018 (1500 m).

## Palmarés internacional
| Campeonato Mundial | Campeonato Mundial | Campeonato Mundial | Campeonato Mundial    |
| Año                | Lugar              | Medalla            | Prueba                |
| ------------------ | ------------------ | ------------------ | --------------------- |
| 2015               | Calgary (Canadá)   | Medalla de bronce  | Clasificación general |